# Владимирский, Борис Еремеевич
Бори́с Ереме́евич (Иеремеевич) Влади́мирский (при рождении Бер Ермиевич Владимирский; 2 [14] февраля 1878, Киев — 12 февраля 1950, Москва) — русский и советский художник и график. Один из виднейших представителей социалистического реализма в живописи.

## Биография
Родился 2 февраля (по старому стилю) 1878 года в Киеве в семье чернобыльского мещанина Радомысльского уезда Ермия (Ирмы) Шмулевича Владимирского и Марьяси Владимирской. У него была сестра Малка (1871) и брат Яков (1876).
С 10 лет начал рисовать, Учился в Киевском художественном училище (1901—1904) у Н. К. Пимоненко, И. Ф. Селезнёва, Баварской академии художеств, Мюнхен (1905—1908) у Александра Вагнера, Карла Марра. Первая выставка состоялась в 1906 году. В 1920-е годы заведовал художественной студией имени Свердлова в Кремле. С 1922 года член АХРР (Ассоциации художников революционной России), один из создателей этой организации. Работал художником в газете «Правда».
Скончался в Москве в 1950 году. Похоронен на Востряковском еврейском кладбище.

## Творчество
Борис Владимирский принадлежал к числу официально признанных художников. Его картины разнообразны по тематике — портреты государственных деятелей, быт советских людей, пейзажи. Сам художник объявлял целью своего творчества «реально-импрессионистическое изображение жизни быта рабочих и крестьян».
Участник многих выставок — как в СССР, так и за рубежом.